# ジョー・デュナンド
ジョゼフ・アレクサンダー・デュナンド（英語: Joseph Alexander Dunand, 1995年9月20日 - ）は、アメリカ合衆国フロリダ州マイアミ出身のプロ野球選手（内野手）。右投右打。アメリカ独立リーグ・アトランティックリーグのスタテンアイランド・フェリーホークス所属。叔父はアレックス・ロドリゲスである。

## 経歴

### プロ入りとマーリンズ時代
2014年のMLBドラフト35巡目（全体1058位）でクリーブランド・インディアンスから指名されたが、この時はプロ入りしなかった。
2017年のMLBドラフト2巡目（全体51位）でマイアミ・マーリンズに指名され、プロ入り。
2018年はA+級ジュピター・ハンマーヘッズとAA級ジャクソンビル・ジャンボシュリンプに所属。2球団合計で127試合に出場し、打率.239、14本塁打、70打点の成績を残した。
2019年はAA級ジャクソンビルで130試合に出場し、打率.242、5本塁打、42打点の成績を残した。
2020年は新型コロナウイルスの感染拡大の影響でマイナーリーグが開催されなかったため、公式戦でプレーすることはなかった。
2021年はA+級ジュピターで5試合、この年からAAA級に昇格したジャクソンビルで64試合に出場し、2球団合計で打率.197、8本塁打、32打点の成績を残した。
2022年もAAA級ジャクソンビルで開幕を迎えたが、5月7日にメジャー契約を結んでアクティブ・ロースター入りし、同日のサンディエゴ・パドレス戦に「9番・三塁」でスタメン出場してメジャーデビュー。3回の初打席でショーン・マネイアから初打席初本塁打となる先制アーチを放った。マーリンズでは3試合に出場して10打数3安打の成績を残していたが、アビサイル・ガルシアの負傷者リストからの復帰に伴い、5月29日にDFAとなった。

### ブレーブス傘下時代
2022年6月1日にウェイバー公示を経てアトランタ・ブレーブスに移籍した。6月10日にDFAとなり、12日にマイナー契約で残留した。AAA級グウィネット・ストライパーズでは70試合に出場し、打率.205、4本塁打、15打点を記録した。
2023年はAAA級グウィネットで95試合に出場し、打率.268、17本塁打、52打点、3盗塁を記録したが、メジャー昇格の機会はなかった。シーズン終了後の11月6日にフリーエージェント（FA）となった。

### 独立リーグ時代
2024年1月31日にボストン・レッドソックスとマイナー契約を結んだが、開幕前の3月24日に自由契約となった。
2024年4月22日にアトランティックリーグのスタテンアイランド・フェリーホークスと契約した。

## 詳細情報

### 年度別打撃成績
| 年 度     | 球 団     | 試 合 | 打 席 | 打 数 | 得 点 | 安 打 | 二 塁 打 | 三 塁 打 | 本 塁 打 | 塁 打 | 打 点 | 盗 塁 | 盗 塁 死 | 犠 打 | 犠 飛 | 四 球 | 敬 遠 | 死 球 | 三 振 | 併 殺 打 | 打 率 | 出 塁 率 | 長 打 率 | O P S |
| --------- | --------- | ----- | ----- | ----- | ----- | ----- | -------- | -------- | -------- | ----- | ----- | ----- | -------- | ----- | ----- | ----- | ----- | ----- | ----- | -------- | ----- | -------- | -------- | ----- |
| 2022      | MIA       | 3     | 11    | 10    | 2     | 3     | 1        | 0        | 1        | 7     | 1     | 0     | 0        | 0     | 0     | 0     | 1     | 0     | 3     | 0        | .300  | .364     | .700     | 1.064 |
| 通算：1年 | 通算：1年 | 3     | 11    | 10    | 2     | 3     | 1        | 0        | 1        | 7     | 1     | 0     | 0        | 0     | 0     | 0     | 1     | 0     | 3     | 0        | .300  | .364     | .700     | 1.064 |

- 2022年度シーズン終了時

### 年度別守備成績
| 年 度 | 球 団 | 二塁（2B） | 二塁（2B） | 二塁（2B） | 二塁（2B） | 二塁（2B） | 二塁（2B） | 三塁（3B） | 三塁（3B） | 三塁（3B） | 三塁（3B） | 三塁（3B） | 三塁（3B） |
| 年 度 | 球 団 | 試 合      | 刺 殺      | 補 殺      | 失 策      | 併 殺      | 守 備 率   | 試 合      | 刺 殺      | 補 殺      | 失 策      | 併 殺      | 守 備 率   |
| ----- | ----- | ---------- | ---------- | ---------- | ---------- | ---------- | ---------- | ---------- | ---------- | ---------- | ---------- | ---------- | ---------- |
| 2022  | MIA   | 2          | 2          | 6          | 0          | 0          | 1.000      | 1          | 1          | 3          | 0          | 0          | 1.000      |
| 通算  | 通算  | 2          | 2          | 6          | 0          | 0          | 1.000      | 1          | 1          | 3          | 0          | 0          | 1.000      |

- 2022年度シーズン終了時

### 背番号
- 62（2022年）